# Дуссе-Алинь
Дуссе́-Али́нь — горный хребет на Дальнем Востоке России в Приамурье, на территории Хабаровского края, определяемый как продолжение Буреинского хребта.
Длина — 150 км, максимальная высота — 2175 м.
Является водоразделом рек Бурея, Селемджа и Амгунь.
Хребет пересекается Байкало-Амурской магистралью, проходящей через Дуссе-Алиньский тоннель.

## Общая информация
Хребет Дуссе-Алинь является одним из «Семи чудес Хабаровского края». Находится в самом центре Хингано-Буреинского нагорья. Хребет уникален по своей красоте: необычные рельефы, обилие уникальных природных объектов — озёр, водопадов, отвесных скал. К тому же, он крайне труднодоступен, а его западные склоны являются частью территории Буреинского заповедника.
Хребет представляет интерес в плане проведения отдыха на природе, знакомства с характером и особенностями гор Дальнего Востока. Рельеф высокогорий Дуссе-Алиня имеет альпинотипный характер. Горы имеют острые гребни и отвесные скалистые склоны. В пределах хребта расположено множество живописных горных рек, окружённых красивыми отвесными цирками. Горные ключи изобилуют порогами, имеют красивые водопады, в том числе и один из самых высоких на Дальнем Востоке (водопад на реке Курайгагна).
В этих местах в 1987 году был организован Буреинский государственный заповедник, под надёжной охраной которого находятся и все чудеса красавца Дуссе-Алиня. Хребет Дуссе-Алинь в ходе голосования, организованного правительством Хабаровского края и ГТРК «Дальневосточная», проводившегося в 2008 году в рамках 70-летия Хабаровского края, получил статус одного из «Семи чудес Хабаровского края».

## Туризм
С 2012 года на хребте Дуссе-Алинь в горном цирке реки Гремячий Лог ежегодно проходит спортивно-туристическое мероприятие «Горный лагерь Гремячий Лог», проводимое Дальневосточным центром активного отдыха и путешествий. Данный экологический маршрут разработан сотрудниками Буреинского заповедника. Цель мероприятий: обучение основам туризма, основам выживания в экстремальных условиях, знакомство с природой Дальнего Востока, а также посещение горных озёр (Медвежье, Горное, Корбохон), водопадов, восхождения на горные пики.